# Sanankoro Djitoumou
Sanankoro Djitoumou est une commune du Mali, chef-lieu d'arrondissement dans le cercle de Ouélessébougou et la région de Bougouni.

## Histoire
Lors de la réforme administrative de 2023, la commune appartenant au cercle de Kati et la région de Koulikoro, est versée dans le cercle de Ouélessébougou et la région de Bougouni instaurée depuis 2012.

## Villages
La commune s'étend sur 27 localités relevées lors du recensement général de 2009. 
Les villages les plus peuplés sont :
- Sanankoro Djitoumou (1 207 habitants)
- M'Piela (908 habitants)
- Diéra (867 habitants)

## Enseignement
Les écoles de la commune relèvent du centre d'animantion pédagogique de Ouélessébougou et de l'académie d'enseignement de Kalabancoro.